# Leuchtturm von Alderney
Der Leuchtturm von Alderney (bekannt auf Englisch als Mannez Lighthouse) ist ein Steinturm mit Laterne und Galerie am Quénard Point an der Nordostküste der Insel Alderney, einer der Kanalinseln.

## Lage
Alderney ist eine kleine Insel etwa 32 km (20 Meilen) nordöstlich von Guernsey und 16 km (10 Meilen) westlich von Cap de la Hague auf der französischen Halbinsel Cotentin. Sie gehört zur Vogtei (bailiwick) Guernsey und ist die einzige der Kanalinseln, die nicht in der Bucht von Saint-Malo, sondern im Ärmelkanal selbst liegt. Die Insel ist mit dem Flugzeug ausschließlich von der auf Guernsey ansässigen Fluggesellschaft Aurigny Air Services oder mit einer Fähre erreichbar.

## Gebäude und Funktion

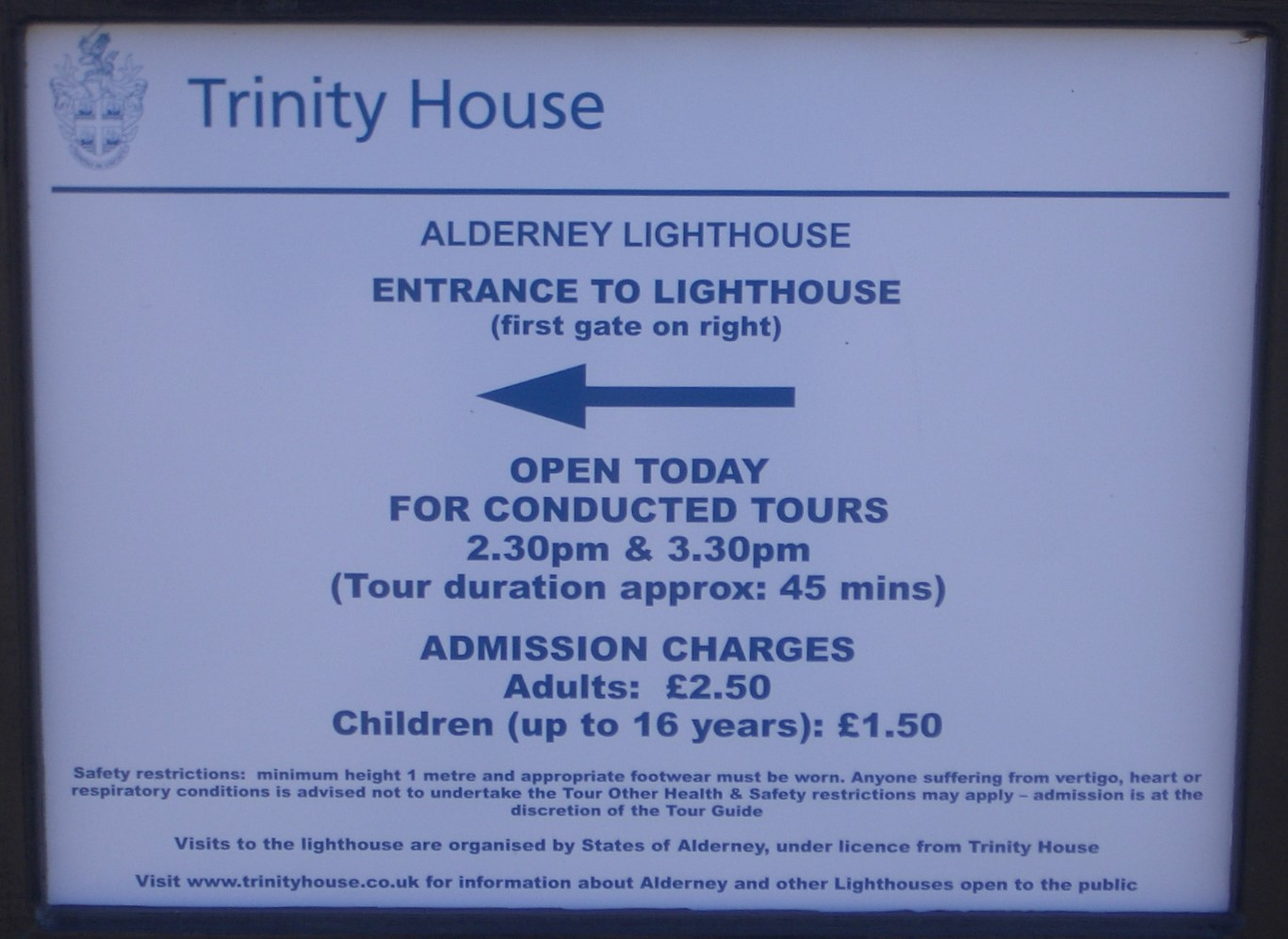
Leuchtturm Alderney – Eingangsschild

Der Leuchtturm ist, wie die angefügten einstöckigen Leuchtturmwärterhäuschen, weiß gestrichen und mit einem einzigen breiten schwarzen horizontalen Band versehen. Die ehemalige Leuchtturmwärter-Wohnung (seit der Automatisierung 1997) wird heute von einem ortsansässigen Verwalter bewohnt, der Führungen im Leuchtturm durchführt. Es erfolgt auch eine Vermietung als Ferienquartier. Erreichbar ist der Leuchtturm an der nordöstlichen Spitze von Alderney auf der Straße mit dem Auto oder mit der Alderney Railway, eine Touristenattraktion.
Der Leuchtturm wurde 1912 unter der Leitung von William Baron gebaut, um die Schifffahrt vor den gefährlichen Gewässern des Alderney Race (Raz Blanchard), eines der schnellsten und gefährlichsten Gezeitenströmungen der Welt, und den zahlreichen Felsen rund um Alderney zu schützen.
Trotz seiner über 100-jährigen zuverlässigen Funktion sind Schiffsunglücke in diesem Bereich nicht auszuschließen. Ungeachtet dieser Gefahren stellte das Trinity House im März 2011 das Nebelhorn der Station ein und ersetzte sein Licht durch ein viel schwächeres, LED-basiertes. Der Leuchtturm wird jetzt vom Trinity House Operation & Planning Centre Harwich in Essex aus überwacht und gesteuert.

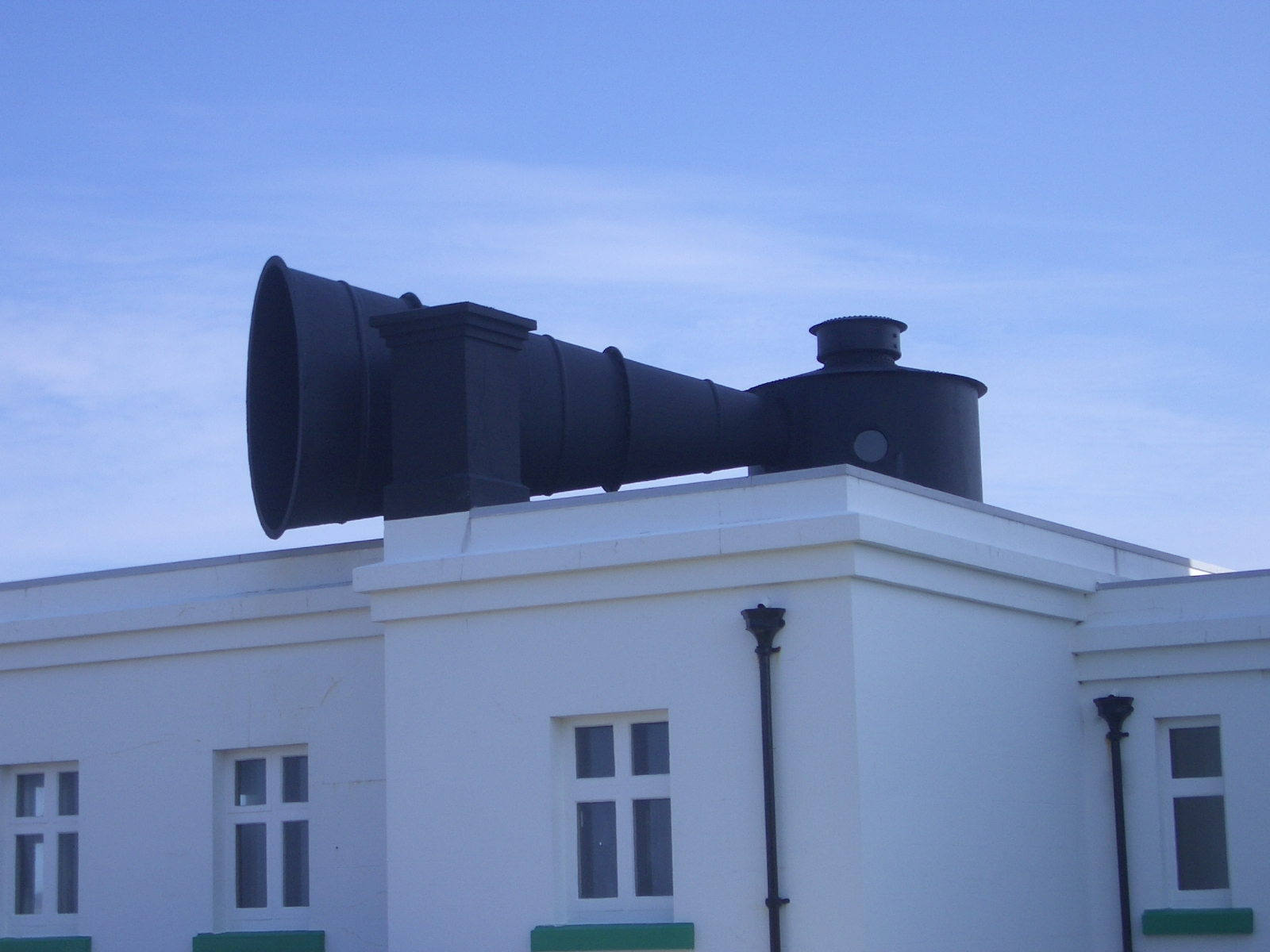
Nebelhorn am Leuchtturm Alderney

## Briefmarken Leuchtturm von Alderney
Die philatelistische Würdigung des Leuchtturms erfolgte in vielfältigen Ausgaben von mehr als 20 Briefmarken und einer Jubiläums-Silber-Münze 5 Pounds Miliennium 2000-2001.
Briefmarke mit Millenium Ligthouse Alderney, 2020

Link zum Bild